# 巻き込まれ決断ショー 私はこれで助かりました
『まきこまれ決断ショー 私はコレで助かりました』（まきこまれけつだんショー わたしはコレでたすかりました）は、2017年4月16日に関西テレビ制作・フジテレビ系列で放送された特別番組。MCは博多華丸・大吉と関ジャニ∞の横山裕。

## 概要
本番組は、もしも予測できない事件や事故、災害に巻き込まれたらどうするべきか、実際に巻き込まれた人が、どういう決断をして助かったのかを2択クイズで紹介するシミュレーション・バラエティ。
パネラーは巻き込まれた人がどう行動したかを予想し、実際に奇跡の生還につながった行動を選んだ人が正解となり、選択を1つでも間違えると、パネラーの座っている椅子が高速で回転し、頭上にある巨大な風船が割れるという罰ゲームに巻き込まれる。
2017年4月16日（日曜日）16:05 - 17:20（JST。関東地区は『日曜スペシャル』枠）に第1回が放送された。

## 出演者
- 博多華丸・大吉 - MC
- 横山裕（関ジャニ∞） - MC

## 放送内容
- 2017年4月16日
  - スタジオゲスト：石原良純、山村紅葉、佐藤栞里、サンシャイン池崎
  - VTRゲスト：西島秀俊、野間口徹

## スタッフ
- ナレーション：服部潤、近藤サト、福原耕平
- 構成：堀江B面、山口トンボ、白武ときお、土橋敬弘
- TD：佐々木信一
- SW：小林知司
- カメラ：磯前裕之
- 音声：高橋敬
- VE：小野寺毅、高垣知加士
- 照明：鈴木道隆、石井美宏
- 音響効果：松長芳樹
- TK：高木美紀
- 編集：一戸勇人
- MA：谷弘明
- 技術協力：共同テレビ、共立ライティング、サンライズアート、バンエイト、スタジオヴェルト、デジタルサーカス、レモンスタジオ、東京オフラインセンター
- 美術制作：内藤佳奈子
- 美術進行：矢野雄一郎
- デザイン：飯塚洋行
- 大道具：竹田勝美
- アクリル装飾：國母淳一
- 電飾・特殊装置：福田隆正
- 視覚効果：中溝雅彦
- メイク：Ange.G
- タイトルデザイン：大森清一郎
- CG：佐藤宏美
- イラスト：スズキユミコ
- 協力：江の島アイランドスパ、江ノ島ゲストハウス134、Sam
- 車両：スターライン
- 監修：上村靖司（長岡技術科学大学）、世戸克尚（日本大学病院）、清水悦子（赤ちゃんの眠りの研究所）、岩立京子（東京学芸大学）、鈴木由美（聖徳大学院）
- 編成：川村徹也
- 宣伝：前田香久、川上翔子
- リサーチ：高木美嘉、丸山裕人
- AP：岡野明子
- AD：溝端幹央、高畠俊輔、藤原美里
- ディレクター：萩森豪、岡田純一、齋藤ノエル、小柴享之、嘉元規人
- プロデューサー：高橋洋子
- 演出：渡辺資
- チーフプロデューサー：坂田佳弘
- 制作協力：クラフト
- 制作著作：カンテレ（関西テレビ放送）